# Carlowrightia
Carlowrightia es un género de plantas con flores perteneciente a la familia Acanthaceae. El género tiene 40 especies descritas de hierbas y de estas, solo 26 aceptadas, distribuidas por el sudoeste de EE. UU., México y Centroamérica.

## Descripción
Son principalmente pequeños arbustos que llevan inflorescencias de como las flores de lirios. Es originrio de las Américas , con muchas especies que se encuentran en el oeste de América del Norte.

## Taxonomía
El género fue descrito por Asa Gray y publicado en Proceedings of the American Academy of Arts and Sciences 13: 364–365. 1878. La especie tipo es: Carlowrightia linearifolia
Etimología
Carlowrightia: nombre genérico que fue nombrado en honor del botánico americano Charles Wright.

## Especies deCarlowrightia
- Carlowrightia albiflora
- Carlowrightia arizonica
- Carlowrightia ecuadoriana
- Carlowrightia fuertensis
- Carlowrightia henricksonii
- Carlowrightia hintonii
- Carlowrightia huicholiana
- Carlowrightia lanceolata
- Carlowrightia lesueurii
- Carlowrightia linearifolia
- Carlowrightia mcvaughii
- Carlowrightia mexicana
- Carlowrightia myriantha
- Carlowrightia neesiana
- Carlowrightia ovata
- Carlowrightia parviflora
- Carlowrightia parvifolia
- Carlowrightia pectinata
- Carlowrightia pringlei
- Carlowrightia purpurea
- Carlowrightia serpyllifolia
- Carlowrightia sulcata
- Carlowrightia texana
- Carlowrightia torreyana
- Carlowrightia trichocarpa
- Carlowrightia venturae T.F.Daniel